# Departamentul Mirriah
Departamentul Mirriah este un departament din  regiunea Zinder, Niger, cu o populație de 770.638 locuitori (2001).